# Paul Marion (giornalista)
Paul Marion (Asnières-sur-Seine, 27 giugno 1899 – Parigi, 2 marzo 1954) è stato un giornalista militante comunista francese, diventato uno dei fondatori del Partito Popolare Francese (PPF), di ispirazione fascista, e membro del governo di Vichy.

## Biografia
Membro del Partito Comunista Francese (PCF) nel 1922, fece parte del Comitato Centrale del PCF nel 1926 e divenne segretario della sezione Agit-prop. Dal 1927 al 1929 fu membro dell'ufficio di propaganda del Comintern a Mosca. 
Nel 1929, ruppe con il PC e passò alla Sezione Francese dell'Internazionale Operaia (SFIO), poi all'Union socialiste républicaine (USR)
, militando, all'epoca tra i pacifisti della sinistra neosocialista ed entrando nel 1934 nella redazione della rivista Notre Temps. 
Il percorso verso destra lo portò nel 1936 ad entrare tra i fondatori nel Partito Popolare Francese (PPF) di Jacques Doriot, dove fu caporedattore di L'Emancipation nationale, poi de La Liberté, quotidiano diretto dal 1937 al '40 da Doriot. 
Lasciò il PPF nel 1939 dopo essere stato mobilitato, ma vi rientrò nel gennaio 1941 a seguito di un intervento di Otto Abetz, l'ambasciatore tedesco a Parigi, in suo favore. 
L'11 agosto 1941 torno al suo mestiere di gioventù, grazie alla nomina a segretario generale dell'Informazione e della Propaganda nel governo di Vichy, con l'ambizione di «formare un francese di un tipo nuovo, come uno scultore davanti alla creta, come un creatore». Nel 1944 divenne segretario di Stato nella Commissione governativa di Sigmaringen. 
Arrestato in Austria nel luglio 1945, poi trasferito in Francia, fu condannato a dieci anni di carcere il 14 dicembre 1948.
Graziato nel 1948 per ragioni di salute, morì di malattia nel 1954.

## Pubblicazioni
- La Crise financière, la faillite du cartel, le programme communiste, Bureau d'éditions, de diffusion et de publicité, 1926.
- Deux Russies, Nouvelle société d'édition, 1930.
- Socialisme et nation, Imprimerie du Centaure, 1933.
- Programme du Parti populaire français, Les Œuvres françaises, 1938.
- Leur combat : Lénine, Mussolini, Hitler, Franco, Fayard, 1939 (réimpr. 1941 (OCLC 714051372), 2008 (ISBN 978-2-913044-71-5)), 2019, L'Aencre (ISBN 978-2-36876-036-9)